# Oradell
Oradell es un borough ubicado en el condado de Bergen en el estado estadounidense de Nueva Jersey. En el año 2010 tenía una población de 7978 habitantes y una densidad poblacional de 1208,79 personas por km².

## Geografía
Oradell se encuentra ubicado en las coordenadas 40°57′18″N 74°1′51″O / 40.95500, -74.03083.

## Demografía
Según la Oficina del Censo en 2000 los ingresos medios por hogar en la localidad eran de $91014 y los ingresos medios por familia eran $102842. Los hombres tenían unos ingresos medios de $76683 frente a los $42318 para las mujeres. La renta per cápita para la localidad era de $39520. Alrededor del 2,4% de la población estaba por debajo del umbral de pobreza.

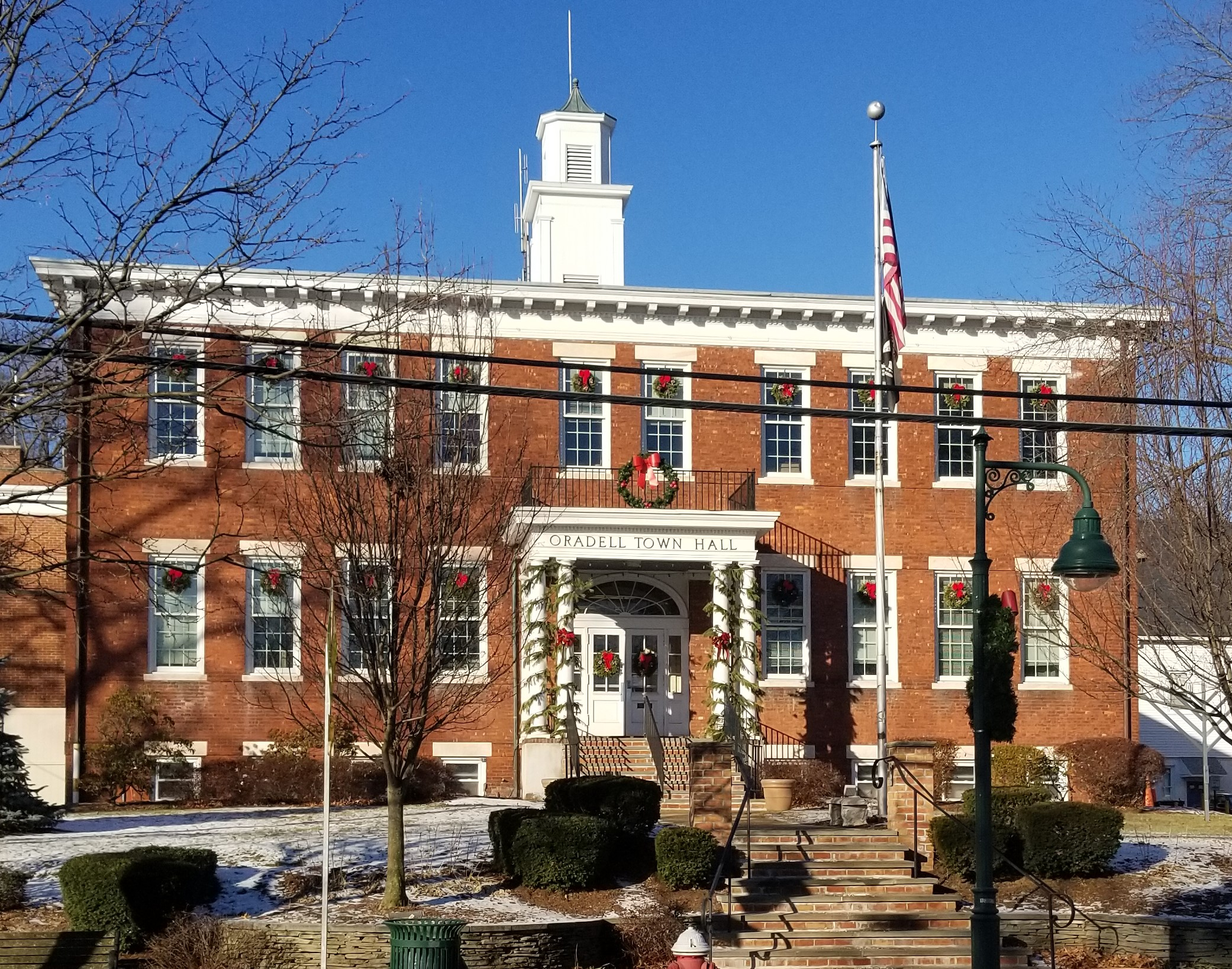
Alcaldía de Oradell Borough